# Robert Gattinger

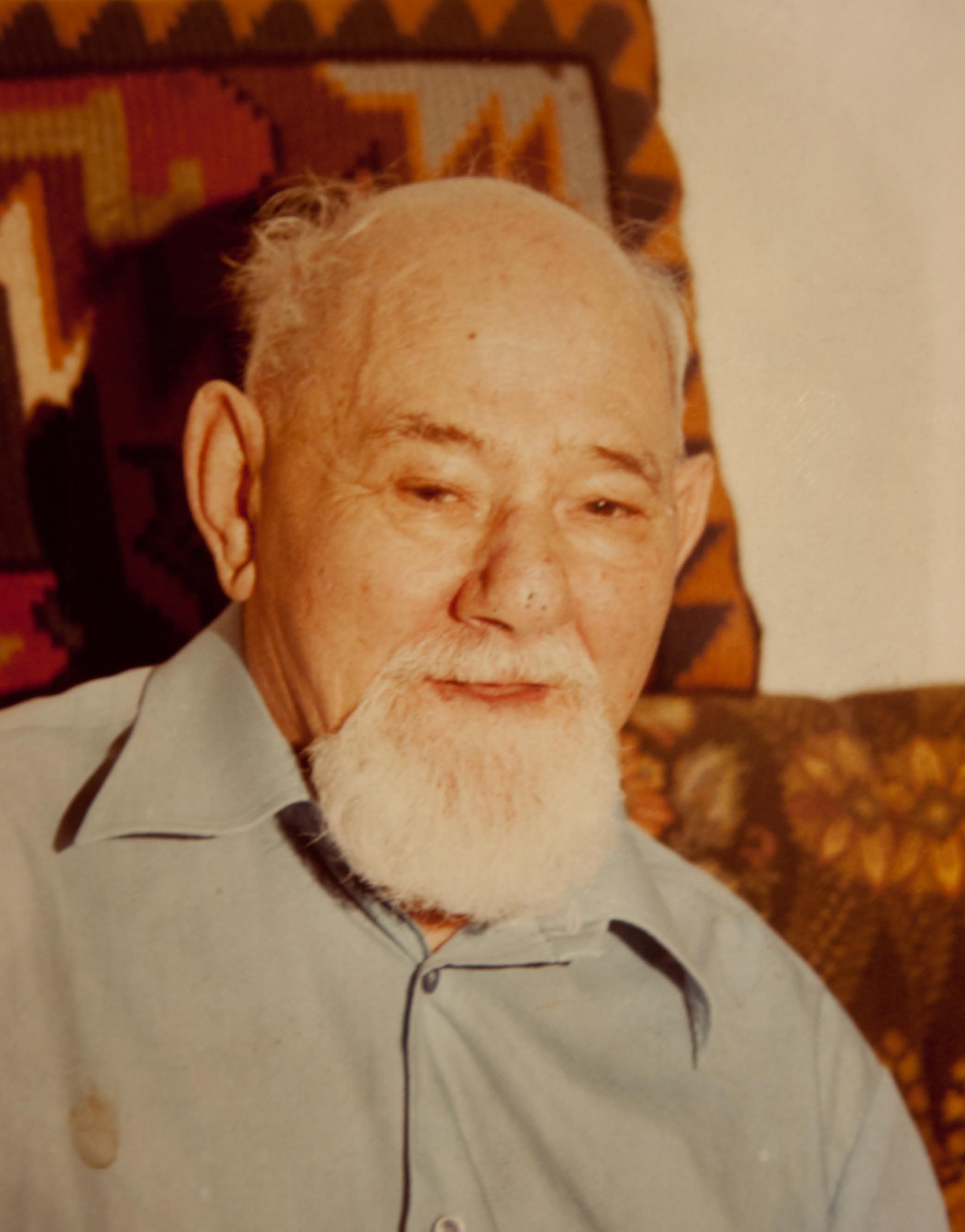
Robert Gattinger

Robert Gattinger (* 21. März 1902 in Stainach; † 10. Dezember 1980 in Pöls) war ein österreichischer Maler und Grafiker.

## Leben
Robert Gattinger wurde in Stainach im Ennstal geboren. Sein Vater war Opernsänger und seine Mutter Postmeisterin und Gastwirtin. Nach seiner Tätigkeit im Hotelgewerbe und künstlerischem Nebenstudium absolvierte er ein dreijähriges privates Studium bei Constantin Damianos in Graz. Ebenso besuchte er dort die Landeskunstschule und Fresko-Meisterschule unter Julius Wegerer, Alfred Wickenburg und Fritz Silberbauer. Während dieser Zeit unternahm er einige Studienreisen nach Italien, Jugoslawien und Bayern. Er war Mitglied des Künstlerbundes Graz und der Berufsvereinigung der Bildenden Künstler.

## Leistungen
Gattinger war seit 1948 in Pöls, damals noch Pöls ob Judenburg, als freischaffender Künstler tätig. Seit 1949 widmete er sich der Arbeit als Restaurator im Auftrag des Landeskonservators. Eine größere Anzahl von Fresken und Sgraffiten wurden von ihm bearbeitet. Der „Altsteirerwirt“ sowie zahlreiche Raiffeisenkassen unterstrichen seine künstlerische Tätigkeit und sein künstlerisches Schaffen. Zahlreiche Ölgemälde (Landschaften, Stillleben, figurale Kompositionen und Porträts), Aquarelle, Gouachen, Tempera- und Dispersionsmalereien, aber auch die Beschäftigung mit Bauernmöbel und Volkskunst (Restaurierung und Neubemalung), sowie der Hinterglasmalerei (aus dem Jahre 1964 das Bild „Martyrium des hl. Nepomuk“ für die erneuerte Nepomuk-Kapelle in Pöls) repräsentieren seine künstlerische Ausdrucksweise und seine Vielseitigkeit. Robert Gattinger besorgte 1945 die Freilegung und Ergänzung der gotischen Fresken im Chor der Pfarrkirche Schöder. Er restaurierte 1946 das St.-Georgs-Bild (Öl auf Holz) in der Jägerkapelle in Schöder, malte im steirischen Gedenkjahr 1959 die neuen Tafeln der vierzehn Kreuzwegstationen des Kalvarienberges in Murau und erhielt eine Anerkennungsurkunde der Landesregierung.

## Ausstellungen
- 1943: Erste Kollektivausstellung in Marburg
- 1940: „Heimat in Arbeit“ in Graz
- 1949: Kollektivausstellung in Pöls
- 1952: Galerie Moser in Graz zum 50. Geburtstag
- 1962: Ausstellung in Pöls zum 60. Geburtstag
- 1968: Beteiligung an der Weihnachtsschau der Grazer Künstlervereinigung
- 1972: Ausstellung in Pöls
- 1975: Ausstellung Galerie an der Mur in Murau
- 1977: Kollektivausstellung in Pöls